# Volvsjön
Volvsjön är en sjö i Bjurholms kommun i Ångermanland och ingår i Lögdeälvens huvudavrinningsområde. Sjön har en area på 0,1 kvadratkilometer och ligger 255,8 meter över havet.

## Delavrinningsområde
Volvsjön ingår i det delavrinningsområde (710548-163879) som SMHI kallar för Utloppet av Volvsjön. Medelhöjden är 312 meter över havet och ytan är 4,19 kvadratkilometer. Det finns inga avrinningsområden uppströms utan avrinningsområdet är högsta punkten. Vattendraget som avvattnar avrinningsområdet har biflödesordning 3, vilket innebär att vattnet flödar genom totalt 3 vattendrag innan det når havet efter 93 kilometer. Avrinningsområdet består mestadels av skog (82 procent). Avrinningsområdet har 0,1 kvadratkilometer vattenytor vilket ger det en sjöprocent på 2,4 procent.